# Pinguini Tattici Nucleari
Pinguini Tattici Nucleari — итальянская музыкальная группа, образованная в 2010 году в провинции Бергамо.
Имея более 310 000 копий, сертифицированных FIMI, группа добивается успеха в СМИ в 2020 году благодаря участию в 70-м фестивале в Сан-Ремо, соревнуясь с песней Ringo Starr.

## История группы
Группа появилась на свет в конце 2010 года в провинции Бергамо. Название, по словам участников группы, происходит от шотландского пива «Tactical Nuclear Penguin», производимого с 2009 года британской пивоварней BrewDog.
Их первый мини-альбом с пятью песнями под названием «Cartoni animali» был выпущен в 2012 году. 18 декабря 2012 года они выступили на сцене Polaresco в Бергамо на вечеринке университетского списка Uni +. Первый альбом датируется 2014 годом: «Il re è nudo», состоящий из семи треков плюс вступление, содержит одну из самых известных песен группы с момента её создания — Cancelleria.
18 декабря 2015 года вышел второй альбом «Diamo un calcio all’aldilà».
Третий альбом группы, состоящий из одиннадцати треков и вступления, выходит 17 апреля 2017 года под названием «Gioventù brucata». В августе того же года они участвуют в двадцать пятом фестивале Sziget в Будапеште, выступая на Light Stage.